# Джонатан Арчер
Джо́натан А́рчер (англ. Jonathan Archer) — персонаж науково-фантастичного телевізійного серіалу «Зоряний шлях: Ентерпрайз». Його роль зіграв Скотт Бакула. Капітан Арчер командував першим зорельотом Зоряного Флоту Землі, що досягав швидкості Варп-5. Завдяки десятирічній експедиції корабля «Ентерпрайз NX-01» під керівництвом Арчера було здійснено вивчення Альфа і Бета квадрантів, встановлено зв'язки з низкою інопланетних цивілізацій, зокрема клінгонами, андоріанцями, альянсом Зінді та іншими. Дипломатія капітана Арчера створила умови для заснування Об'єднаної Федерації Планет.

## Біографія
Джонатан Арчер народився 2112-го року в родині Генрі Арчера, інженера і винахідника. Батько працював над двигуном, здатним розвивати швидкість Варп-5, проте розвиток проекту гальмували вулканці, під протекторатом яких перебувала Земля. З огляду на минулу Третю світову війну, вони вважали людей агресивними та нездатними самотужки це виправити. В дитинстві Джонатан був здібним скаутом і мріяв про космічні подорожі. Генрі помер у 2124 від невиліковної хвороби мозку, через яку в останні роки навіть не впізнавав сина.
Вступивши до Зоряного Флоту, Арчер брав участь у випробуваннях програми NX разом з капітаном Робінсоном. Наприкінці 2140-х він здійснив подорож з вулканцями для встановлення віддаленого телескопа. В 2150 було завершено зореліт «Ентерпрайз NX-01», капітаном якого після вагань між Арчером і Робінсоном було обрано першого.
Першою місією під командуванням капітана стало повернення клінгонського агента, що опинився на Землі в ході переслідування сулібанами. Вулканцями для нагляду за екіпажем було приставлено офіцера Т'Пол. Успіх місії спонукав командування Зоряного Флоту спорядити «Ентерпрайз» у дослідницьку експедицію, хоча вулканці ставилися до цього скептично, вважаючи людей неготовими до стосунків з іншими цивілізаціями.
Під командуванням Арчера «Ентерпрайз» здійснив перший контакт з союзниками вулканців андоріанцями, ференгі та низкою дрібних цивілізацій, в тому числі тих, які ще не вийшли в космос. В експедиції було з'ясовано злочинні наміри проти людей сулібанів. Арчер розкрив, що один з його команди — Деніелс, є прибульцем з XXIX століття, завданням котрого є забезпечити правильний хід історії. Від нього капітан довідався про «часову холодну війну», в якій кілька сил, в тому числі Об'єднана Федерація Планет, яку належить заснувати Арчеру, протистоїть кільком іншим організаціям, що прагнуть змінити хід подій. Через дії сулібана Сіліка Арчер з Деніелсом були перенесені у змінене майбутнє, але завдяки діям екіпажу їм вдалося повернутися. Також Арчер розкрив існування ромуланців і завадив пробудженим в Антарктиді борґам привести свої основні сили. За допомогу клінгонським повстанцям Джонатана Арчера в 2152 було засуджено до ув'язнення, але він зумів утекти.
Після атаки альянсу Зінді на Землю в 2153 «Ентерпрайз» було відправлено на пошуки нападників та відвернення повторної атаки. Капітан спрямував зореліт у наповнений аномаліями Дельфійський Простір, де з'ясував, що Зінді маніпулюють Будівники Сфер, які своїми спорудами і створюють аномалії. Його команді вдалося саботувати будівництво зброї проти людства, але це тільки відклало ворожі плани. Арчера було заражено позачасовим паразитом, що спричинило порушення пам'яті та призвело до знищення в майбутньому Землі. Нейтралізація в тому часі паразита відбилася й на минулому, в результаті чого історія пішла правильним чином. Арчер та його команда переконали частину Зінді допомогти і вирішальну атаку на Землю в 2154 вдалося відвернути. Після цього «Ентерпрайз» зруйнував споруди Будівників Сфер, чим знищив дельфійський простір і зробив цей регіон безпечним для польотів.
Незабаром «Ентерпрайз» потрапив у альтернативний 1944, де інші учасники «часової холодної війни», на'кул, посприяли перемозі нацистів і встановили з ними союз. Допомагаючи американським повстанцям, Арчер відшукав машину часу прибульців та повернув хід історії в звичайне русло.
Напад Зінді активізував настрої проти іншопланетян, які підтримала терористична організація «Терра Прайм», очолювана Джоном Пакстоном. Маючи за мету вигнати іншопланетян з Сонячної системи, він здійснив теракти і спрямував зброю на Землю. Завдяки Арчеру атаку було відвернуто, а паралельно вирішено конфлікт між вулканцями, андоріанцями і телларитами, спровокований ромуланцями.
Джонатан Арчер склав повноваження капітана в 2161 році. Саме ним того ж року було проголошено утворення Коаліції планет між людьми, вулканцями, андоріанцями і телларитами. Арчера було підвищено до адмірала, з 2169 він став послом Федерації в Андоріанській імперії. З 2175 по 2183 входив до Ради Федерації. У 2184 його було обрано першим президентом новоутвореної Об'єднаної Федерації Планет. На цій посаді він був по 2192 рік.